# Busse-Stein

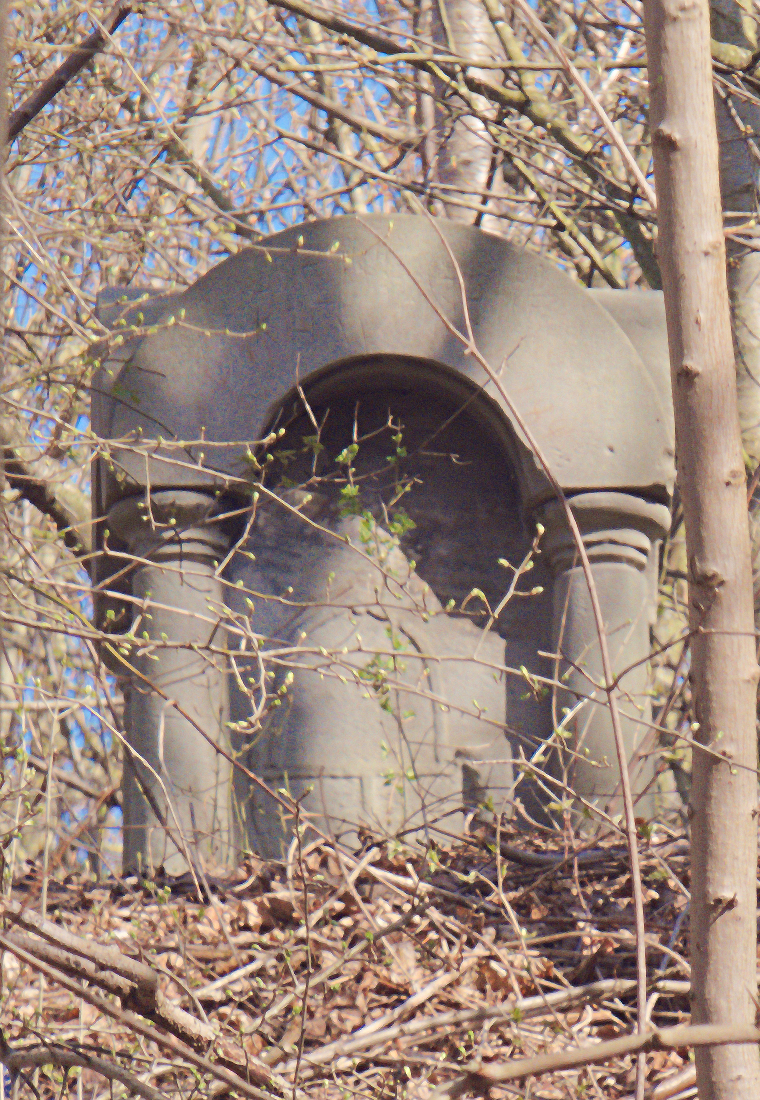
Blick von außerhalb der umzäunten Halde zum Busse-Stein

Der Busse-Stein erinnert an den am 5. Mai 1842 im Empelder Holz erschossenen Hofjäger Wilhelm Busse. Seit Mai 1995 steht das mehrfach versetzte Baudenkmal wieder beim Ronnenberger Stadtteil Empelde in der Region Hannover in Niedersachsen. In Ronnenberg gilt es als „Mahnmal gegen die Gewalt“.

## Ermordung
In der Ebene zwischen dem Osthang des Benther Bergs und dem gut zwei Kilometer südöstlich gelegenen Dorf Empelde erstreckte sich im 19. Jahrhundert das Empelder Holz. Es war ein Waldgebiet mit hohem Wildbestand.

### Tathergang
In der Nacht zu Himmelfahrt 1842 stieß der königliche Hofjäger Wilhelm Busse im Empelder Holz auf vier Wilddiebe. Bei der folgenden Schießerei wurde Busse tödlich getroffen. Seine Leiche wurde in einem Graben versteckt, aber am nächsten Tag durch einen Bauern gefunden.
Nach anderer Darstellung wurde der zur Jagd auf einen Rehbock aufgebrochene Hofjäger Busse von 5 Kugeln getroffen tot in der Eilenriede bei Hannover aufgefunden. Vor Gericht hätten die Täter diesen Tathergang gestanden:
Der Jäger traf im Wald auf drei Wilddiebe. Aufgefordert, die Waffen wegzulegen, schossen die Wilddiebe auf Busse und trafen ihn in beide Beine. Busse schoss einen der Gegner an. Darauf schossen die Wilddiebe Busse aus nächster Nähe in die Brust. Die dem Toten geraubten Wertgegenstände führten später zur Ermittlung der Täter. Der Mörder wurde gehenkt, Die drei übrigen Wilddiebe wurden zu langjährigem Kerker verurteilt.

### Konsequenz
Als Konsequenz aus Busses Ermordung erneuerte das königliche Oberjagd-Department die aus dem Dezember 1840 stammende Anweisung, dass Forst- und Jagdbedienstete die Suche und Festnahme von Wilddieben, wenn irgend möglich, nicht einzeln unternehmen sollten.

## Gedenkstein
Für Busse wurde im Empelder Holz im Waldstück Empelder Zuschlag ein aus Deistersandstein gehauener, etwa anderthalb Meter hoher Gedenkstein errichtet.

### Beschreibung
Das in der Art eines Altarüberbaus aus toskanischen Säulen unter Kreuzgewölbe gestaltete Denkmal ist eine fast identische Kopie des 1835 von Ernst von Bandel geschaffenen Eltendenkmals im Deister. Bandel selbst war 1842 jedoch vermutlich in Detmold mit dem Bau seines Hermannsdenkmals beschäftigt.
Das im Denkmalverzeichnis der Region Hannover verzeichnete Denkmal trug die Inschriften:

„Im Gedenken an den
Königlichen Hofjäger
Wilhelm Busse
geboren zu Egestorff am 6.Juli 1819
gestorben an dieser Stelle am
5. Mai 1842“

„Der königliche Hofjäger Wilhelm Busse endete an dieser Stätte in der Blüthe der Jahre sein vielversprechends Leben in getreuer Erfüllung seiner Dienstpflicht. Er fiel von Wilddieben ermordet. Treue und unter Erfüllung seiner Dienstpflichten, Tüchtigkeit und Gediegenheit der Gesinnung erwarben ihm die allgemeine Achtung und Liebe.“

### Standorte
Der Wald beim Busse-Stein wurde nach und nach gerodet und zu Ackerland umgewandelt, so dass der Gedenkstein nach dem Ersten Weltkrieg auf freiem Feld stand. Der Busse-Stein blieb bis 1936 an seinem Aufstellungsort. Danach entstand an dieser Stelle die Halde des neu abgeteuften Schacht III des Empelder Kaliwerks Hansa.

Bis 1995 stand der Busse-Stein im Bürgerholz „nahe der Försterei“ beim heutigen Hemminger Stadtteil Ohlendorf. 
Seit 1995 steht der Stein auf einem Plateau im Südwesten der inzwischen weitgehend mit Bauschutt und Erdaushub ummantelten Kalihalde Empelde.

- Karte mit allen Koordinaten:
- OSM |
- WikiMap